# Prades-Salars
Prades-Salars é uma comuna francesa na região administrativa de Occitânia, no departamento de Aveyron. Estende-se por uma área de 30,55 km². Em 2010 a comuna tinha 322 habitantes (densidade: 10,5 hab./km²).